# Erklärung über die Beseitigung der Gewalt gegen Frauen
Die Erklärung über die Beseitigung der Gewalt gegen Frauen (englisch Declaration on the Elimination of Violence Against Women) ist eine Resolution der Generalversammlung der Vereinten Nationen, die im Rahmen der 48. Versammlung am 20. Dezember 1993 als Resolution 48/104 verabschiedet wurde. Sie gilt als Erweiterung der UN-Konvention zur Beseitigung jeder Form von Diskriminierung der Frau und steht in einem Zusammenhang zur Weltkonferenz über Menschenrechte in Wien 1993, die in ihrer „Wiener Erklärung“ die Beseitigung von Diskriminierung und geschlechtsspezifischer Gewalt gegen Frauen anmahnte und forderte. Der Erklärung über die Beseitigung der Gewalt gegen Frauen wird insbesondere für ihre Definition von geschlechtsspezifischer Gewalt eine hohe Bedeutung beigemessen. In der Folge wurde das Amt eines UN-Sonderberichterstatters zu Gewalt gegen Frauen, deren Gründe und Konsequenzen eingeführt.

## Vorgeschichte und Hintergrund
Nach der 1979 verabschiedeten und 1981 in Kraft getretenen UN-Konvention zur Beseitigung jeder Form von Diskriminierung der Frau (CEDAW) zeigte sich, dass noch weiterer Handlungsbedarf bestand, um die unterschiedlichen Facetten der Gewalt gegen Frauen exakter zu definieren und zu ächten. So war in der UN-Konvention zwar eine Berichtspflicht über die Situation von Frauen und Frauenrechten in den ratifizierenden Staaten vorgesehen, nicht aber eine Sanktion bei Verstößen. Die Allgemeine Erklärung der Menschenrechte beinhaltete zwar bereits den Schutz der Rechte von Frauen vor Diskriminierung, allerdings ging die UN-Konvention noch einen Schritt weiter, indem sie die Staaten in die Pflicht nahm, Frauen auch vor Diskriminierung zu schützen, die von nichtstaatlicher Seite ausging. 1990 wurde von der Organisation für Islamische Zusammenarbeit die Kairoer Erklärung der Menschenrechte im Islam verfasst. Diese stellte die Menschenrechte auf die Grundlage der Scharia. Männer und Frauen werden als „gleich an Würde“ aber nicht als gleichwertig bezeichnet. Die Kairoer Erklärung war Folge der Kritik islamischer Länder an der als zu westlich empfundenen UN-Konvention zur Beseitigung jeder Form von Diskriminierung der Frau.
Im Zuge der UN-Dekade der Frau von 1976 bis 1985 wurde der Einfluss der Frauenrechtsbewegung auf die Politik größer. In der Abschlusserklärung der 3. UN-Weltfrauenkonferenz in Nairobi wurde die Empfehlung ausgesprochen, Frauen aktiv an der Entwicklung und Formulierung von Zielen und Programmen zur Gleichberechtigung und zum Schutz von Frauen zu beteiligen. Anfang der 1990er Jahre wurden insbesondere durch den Bosnienkrieg sowie den Bürgerkrieg in Ruanda Massenvergewaltigungen sowie gezielte Gewalt gegen Frauen und Mädchen als Kriegswaffe eingesetzt. Der damalige UN-Generalsekretär Boutros Boutros-Ghali verurteilte dieses bei seiner Rede zum Internationalen Frauentag 1993.

“Some countries have seen the use of systematic sexual violence against women as a s weapon of war to degrade and humiliate entire populations. Rape is the most despicable crime against women: mass rape is an abomination. It is a symptom of the unrestrained and vicious new form of warfare which is appearing in the wake of the cold war.”

„Einige Staaten haben den systematischen Gebrauch von Gewalt gegen Frauen als Kriegswaffe erlebt, um ganze Bevölkerungsgruppen herabzusetzen und zu terrorisieren. Vergewaltigungen sind die verabscheuungswürdigsten Verbrechen gegen Frauen: Massenvergewaltigungen sind ein Gräuel. Dies ist ein Symptom einer ungezügelten und bösartigen neuen Art der Kriegsführung in der Folge des Kalten Krieges.“

Im Rahmen der zweiten UN-Menschenrechtskonferenz 1993 in Wien wurde die Erklärung und das Aktionsprogramm von Wien (englisch Vienna Declaration and Programme of Actions) verabschiedet. In dieser wurde die Gewalt gegen Frauen thematisiert und die Vereinten Nationen zur Verstärkung ihrer Bemühungen um die Rechte von Frauen aufgefordert. Es wurde festgestellt, dass „die Menschenrechte der Frauen und der minderjährigen Mädchen […] ein unveräußerlicher, integraler und unabtrennbarer Bestandteil der universellen Menschenrechte“ seien. In seiner Abschlusserklärung zur Internationalen Konferenz zum Schutz von Kriegsopfern vom 1. September 1993 zeigte sich das Internationale Rote Kreuz tief besorgt über die Zunahme von Gewalt gegen die Zivilbevölkerung und die gezielte sexuelle Gewalt gegen Frauen und Kinder.
In einer 1986 durchgeführten Befragung erklärten zwischen 10 und 25 % der Frauen, dass sie sexuelle Gewalt durch ihren Lebenspartner oder Ehemann erlebten. Eine Befragung von US-amerikanischen Frauen ergab, dass 10 % von ihrem Partner oder Ehemann schon einmal zum Geschlechtsverkehr gezwungen worden waren. Der sexuelle Missbrauch durch den Partner geschah dreimal so häufig wie der durch fremde Männer. Befragungen in deutschen Frauenhäusern zwischen 1983 und 1984 ergaben, dass bis zu 50 % der dort aufgenommenen Frauen von ihren Ehemännern vergewaltigt wurden. Die Weltbank zeigte in ihrem Weltentwicklungsbericht 1993 auf, dass Mädchen und Frauen zwischen dem 15. und 44. Lebensjahr häufiger von häuslicher und sexueller Gewalt betroffen waren, als von Krebs, Verkehrsunfällen, Krieg und Malaria zusammengenommen.

## Die Erklärung
Die Erklärung über die Beseitigung der Gewalt gegen Frauen wurde am 20. Dezember 1993 im Rahmen der 48. Versammlung der Generalversammlung als Resolution 48/104 ohne Abstimmung verabschiedet.
Darin zeigte sich die UN-Generalversammlung besorgt darüber, dass es nach wie vor nicht gelungen sei, die Gewalt gegen Frauen einzudämmen. Es wurde festgestellt, dass insbesondere Frauen, „[…]die Angehörige von Minderheiten, Eingeborene, Flüchtlinge, Migrantinnen, Frauen die in ländlichen oder abgelegenen Gemeinwesen lebten, mittellose Frauen, in Anstalten untergebrachte Frauen und weibliche Häftlinge, Mädchen, behinderte Frauen, ältere Frauen und Frauen in einem bewaffneten Konflikt […]“ seien, leicht Opfer von Gewalt werden könnten. Weiterhin wurde die Notwendigkeit einer umfassenden Definition des Begriffes von Gewalt gegen Frauen sowie der Festlegung von klaren Frauenrechten und erforderlichen Schritten zur Beendigung von Gewalt gegen Frauen festgestellt. Erklärtes Ziel der Erklärung war es, die bestehende Konvention zur Beseitigung jeder Form von Diskriminierung der Frau zu ergänzen und zu stärken.

### Inhalt der Erklärung
Die Erklärung über die Beseitigung der Gewalt gegen Frauen besteht aus sechs Artikeln. Die Artikel 1 und 2 definieren und beschreiben Gewalt gegen Frauen in ihren unterschiedlichen Formen und Ausprägungen.
Artikel 3 der Erklärung bekräftigt den Anspruch von Frauen auf Freiheit, Gleichberechtigung, Schutz vor Diskriminierung und Gewalt oder Folter, das Recht auf Leben und körperliche und geistige Gesundheit, das Recht auf gerechte und befriedigende Arbeitsbedingungen sowie kulturelle, bürgerliche und sonstige Menschenrechte und Grundfreiheiten.
In Artikel 4 und 5 werden die Staaten und die Vereinten Nationen aufgefordert Maßnahmen zum Schutz von Frauen vor Gewalt und zur Verbesserung der Situation von Frauen zu treffen.
Der abschließende Artikel 6 lässt alle bereits geltenden besser geeigneten Regelungen zur Beseitigung der Gewalt gegen Frauen weiter gelten.

### Definition von Gewalt gegen Frauen
Die Definition von Gewalt gegen Frauen in den Artikeln 1 und 2 der Erklärung über die Beseitigung der Gewalt gegen Frauen gilt als umfassend und als bis heute wegweisend. Insbesondere wurde erstmals in Zusammenhang mit Gewalt gegen Frauen die weibliche Genitalverstümmelung aufgeführt. Ebenso wurden die Vergewaltigung in der Ehe und sexuelle Belästigung am Arbeitsplatz sowie alle Formen von Frauen und Mädchen schädigenden traditionellen Praktiken aufgeführt.

„Artikel 1

Im Sinne dieser Erklärung bedeutet der Ausdruck ‚Gewalt gegen Frauen‘ jede gegen Frauen auf Grund ihrer Geschlechtszugehörigkeit gerichtete Gewalthandlung, durch die Frauen körperlicher, sexueller oder psychologischer Schaden oder Leid zugefügt wird oder zugefügt werden kann, einschließlich der Androhung derartiger Handlungen, der Nötigung und der willkürlichen Freiheitsberaubung, gleichviel ob im öffentlichen oder im privaten Bereich.
Artikel 2

Unter Gewalt gegen Frauen sind, ohne darauf beschränkt zu sein, folgende Handlungen zu verstehen:
a) körperliche, sexuelle und psychologische Gewalt in der Familie, einschließlich körperlicher Misshandlungen, des sexuellen Missbrauchs von Mädchen im Haushalt, Gewalttätigkeit im Zusammenhang mit der Mitgift, Vergewaltigung in der Ehe, weibliche Beschneidung und andere für Frauen schädliche traditionelle Praktiken, Gewalt außerhalb der Ehe und Gewalttätigkeit im Zusammenhang mit Ausbeutung;
b) körperliche, sexuelle und psychologische Gewalt im Umfeld der Gemeinschaft, einschließlich Vergewaltigung, sexueller Missbrauch, sexuelle Belästigung und Einschüchterung am Arbeitsplatz, in Bildungseinrichtungen und anderenorts, Frauenhandel und Zwangsprostitution;
c) staatliche oder staatlich geduldete körperliche, sexuelle und psychologische Gewalt, gleichviel wo sie vorkommt.“

### Maßnahmen von staatlicher Seite
Der Artikel 4 der Erklärung über die Beseitigung der Gewalt gegen Frauen führt Maßnahmen auf, die von staatlicher Seite zum Schutz von Frauen und zur Beseitigung der Gewalt gegen Frauen ergriffen werden sollen. Insbesondere sollen die Staaten jegliche Gewalt gegen Frauen verurteilen und keine Bräuche, Traditionen oder religiösen Begründungen gelten lassen. Die Staaten werden aufgefordert die UN-Konvention zur Beseitigung jeder Form von Diskriminierung der Frau zu ratifizieren. Gewalt gegen Frauen soll straf-, zivil-, arbeits- und verwaltungsrechtlich sanktioniert werden. Die Staaten sollen darauf hinarbeiten, dass Gewalt gegen Frauen sowohl von privater als auch von staatlicher Seite unterlassen und verhütet wird. Frauen, die Opfer von Gewalt wurden, soll der Zugang zu Justiz und Wiedergutmachung erleichtert werden. Es sollen nationale Aktionspläne erarbeitet werden und Maßnahmen zur Prävention von Gewalt gegen Frauen, insbesondere von Frauen, die besonders leicht Opfer von Gewalt werden, getroffen werden. Hierfür sollen in den Staatshaushalten angemessene Finanzmittel bereitgestellt werden. Die Staaten werden weiterhin dazu aufgefordert Forschung und statistische Erhebungen über häusliche Gewalt und unterschiedliche Formen der Gewalt gegen Frauen durchzuführen. Im Rahmen von jährlichen Berichten an die Vereinten Nationen sollen hierüber sowie über die getroffenen Gegenmaßnahmen ebenfalls Angaben gemacht werden. Für weibliche Opfer von Gewalt und ihre Kinder sollen Strukturen geschaffen werden, die Zugang zu Fachleuten und Rehabilitation ermöglichen. Polizeibeamte und mit der Betreuung von weiblichen Gewaltopfern befasste Personen sollen besonders geschult werden, um für deren Bedürfnisse sensibilisiert zu werden. Außerdem sollen sozial und kulturell bedingte stereotype Rollen- und Verhaltensmuster im Bildungswesen beseitigt werden. Die Staaten werden insbesondere dazu angehalten die Rolle der Frauenrechtsbewegung und von mit Frauenrechten befassten Nichtregierungsorganisationen anzuerkennen und ihre Arbeit zu fördern.

### Maßnahmen von internationaler und zwischenstaatlicher Seite
Artikel 4 fordert von den Staaten, die Beseitigung der Gewalt gegen Frauen auch in anderen zwischenstaatlichen Organisationen, denen sie angehören, zu thematisieren. In Artikel 5 der Erklärung über die Beseitigung der Gewalt gegen Frauen werden die Vereinten Nationen aufgefordert, internationale und regionale Programme zur Bekämpfung von Gewalt gegen Frauen zu fördern, zu koordinieren und Finanzierungskonzepte auszuarbeiten. Die Koordination der Bekämpfung von Gewalt gegen Frauen durch die Organe und Organisationen der Vereinten Nationen soll verbessert und die Ausarbeitung von Leitlinien und Handbüchern zu dem Thema gefördert werden. Die Vereinten Nationen sollen Tagungen und Seminare, die sich mit Gewalt gegen Frauen befassen, fördern und mit nichtstaatlichen Organisationen zusammenarbeiten. In den von den Vereinten Nationen periodisch erstellten Berichten und Analysen zu sozialen und ökonomischen Tendenzen und Problemen sollen Gesichtspunkte der Gewalt gegen Frauen mit aufgenommen und berücksichtigt werden.

## Rezeption und Folgen

Vergewaltigung in der Ehe ist illegal
Vergewaltigung in der Ehe ist illegal nach einer Trennung
Vergewaltigung in der Ehe ist straffreie häusliche Gewalt
Vergewaltigung in der Ehe ist nicht illegal

Die Erklärung über die Beseitigung der Gewalt gegen Frauen gilt insbesondere für ihre Definition von Gewalt gegen Frauen als wegweisend. Zudem wurde erstmals die Weibliche Genitalverstümmelung als Form von Gewalt gegen Frauen erwähnt. In der Folge wurde 1994 mit der Resolution 1994/45 das Amt eines UN-Sonderberichterstatters zu Gewalt gegen Frauen, deren Gründe und Konsequenzen eingeführt. Dieser soll Daten von Regierungen, Zwischenstaatlichen Organisationen, Nichtregierungsorganisationen und anderen Quellen erheben und beurteilen. Er soll Empfehlungen auf internationaler, nationaler und regionaler Ebene aussprechen und die Zusammenarbeit mit anderen UN-Sonderberichterstattern, Sonderbeauftragten, Arbeitsgruppen und unabhängigen Experten der Kommission für Menschenrechte suchen. In der Erklärung und Aktionsplattform der 4. UN-Weltfrauenkonferenz in Peking wurde die Definition von Gewalt gegen Frauen übernommen.
1999 wurde mit der Resolution 54/134 der 25. November zum Internationalen Tag zur Beseitigung von Gewalt gegen Frauen bestimmt.
1997 wurde in Deutschland durch die Änderung des § 177 StGB die Vergewaltigung in der Ehe strafbar.
Die Situation von Frauen konnte seit der Erklärung über die Beseitigung der Gewalt gegen Frauen nur teilweise verbessert werden. So kam eine repräsentative Befragung im Auftrag des Bundesfamilienministeriums aus dem Jahr 2004 zu dem Ergebnis, dass 40 % aller Frauen entweder körperliche oder sexuelle Gewalt erlebt hatten, davon 25 % durch den Lebens- oder Ehepartner.
In Südafrika gehen Schätzungen von bis zu 600.000 Vergewaltigungen jährlich aus. Etwa ein Viertel der Männer gab in Befragungen an, schon einmal eine Frau vergewaltigt zu haben.